# Złamanie miednicy
Podział złamań miednicy według Judeta i Letournela – najbardziej rozpowszechniony obecnie i obowiązujący podział złamań miednicy, który po raz pierwszy opublikowano w 1964 roku. Judet i Letournel wprowadzili takie pojęcia, jak tylna i przednia kolumna. Wyróżnili łącznie 10 stopni złamań miednicy, uwzględniając podział na:
A. Złamania proste
1. Złamania tylnej ściany
2. Złamania tylnej kolumny
3. Złamania przedniej ściany
4. Złamania przedniej kolumny
5. Złamanie poprzeczne.

B. Złamania złożone (są to złamania, które zawierają co najmniej dwa ze złamań prostych)
1. Amsterdam Złamania w kształcie litery T
2. Złamania tylnej kolumny z towarzyszącym złamaniem tylnej ściany
3. Złamania poprzeczne z towarzyszącym złamaniem tylnej ściany
4. Złamania poprzedniej ściany ze złamaniem poprzecznym połowiczym
5. Złamania obu kolumn.